# Streptomyces tsukubaensis
Streptomyces tsukubaensis es una especie de bacteria del género Streptomyces a partir de la cual se obtiene el medicamento inmunosupresor tacrolimus (FK 506). El hidrato de tacrolimus es aislado de la fermentación completa del caldo bacteriano de Streptomyces tsukubaensis en cultivo sumergido, usando un medio líquido que contiene productos de degradación de comida industrial.
Fue encontrada a principios de los 80 cerca del monte Tsukuba, en la prefectura de Ibaraki, en Japón.